# یاور همیشه مؤمن
«یاور همیشه مؤمن» ترانهٔ معروفی از داریوش اقبالی و ساختهٔ فرید زلاند با تنظیم واروژان است.
.